# جوهر المناري
جوهر المناري لاعب كرة قدم دولي تونسي، ولد عام 1976 بالمنستير بتونس. يشغل خطة وسط ميدان دفاعي في نادي نورمبرغ الألماني وسبق أن لعب لصالح فريقي الترجي والاتحاد المنستيري التونسيين. حاز مع المنتخب الوطني التونسي على كأس الأمم الأفريقية عام 2004 ولعب أول مباراة دولية له ضد فرنسا عام 2002 بعد كأس العالم.

## روابط خارجية
- جوهر المناري على موقع الاتحاد الدولي (مؤرشف)  (الإنجليزية)
- جوهر المناري على موقع الاتحاد الأوربي (الإنجليزية)
- جوهر المناري على موقع قاعدة بيانات كرة القدم.إي يو (الإنجليزية)
- جوهر المناري على موقع بيانات كرة القدم. دي إي (الألمانية)
- جوهر المناري على موقع ناشيونال فوتبول تيمز (الإنجليزية)
- جوهر المناري على موقع عالم كرة القدم.نت (الإنجليزية)